# سانس سوسی (کارولینای جنوبی)
سانس سوسی(به انگلیسی: Sans Souci) شهری در ایالت کارولینای جنوبی کشور ایالات متحده آمریکا است که جمعیت آن در سرشماری سال ۲۰۱۰ میلادی، ۷٬۸۶۹ نفر بوده‌است.